# 慶長宗論
慶長宗論（けいちょうしゅうろん）は、浄土宗の英長寺・廓山と法華宗の妙満寺・日経との宗論で、徳川家康が両者を江戸城で対決させた論争をいう。

## 概要
弁舌に優れ折伏布教で他宗を改宗していた日経は尾張国熱田に入り、浄土宗の正覚寺・沢道に書を送り誹謗した。沢道は誹謗書を携え家康に上訴したため、宗論を行うことが9月に布告された。この宗論に際して京の法華宗日経から日経に対して、宗論を受けるべきでないとの意見があったが、日経はこれを無視した。日経はこの宗論に勝利することで、徳川将軍家を法華宗に改宗させられると考えていた。
慶長13年11月15日（1608年12月22日）、江戸城にて日経と廓山との宗論が行われた。宗論が開始されたが廊山の問いに答えられなかったので、判者・頼慶は浄土宗の勝利を宣言して、日経ら法華宗の者達は袈裟を剥がされた。宗論における日経の行動については次の二つの主張がある。
- 廓山の問に対して病と称して横たわり発言せず、出席した他の弟子も同様であった（『当代記』等、幕府・浄土宗・判者高野山の主張）。
- 日経は江戸に入り、役人に宗論の方法を問いたところ、役人たちは日経を襲撃し、瀕死の重傷を負わせ手足も自由にならず、口も利けない状態となる。日経の弟子たちは、宗論の延期を申し出たが、受け入れられず戸板に乗せて運び込んだ（日経の主張）。

その後、日経らは上記の主張を行い宗論に勝ったと主張して、翌慶長14年1月7日（1609年2月11日）捕らえられた。日経は捕縛・流刑は日蓮も経験しており宗旨の手柄と言い、また他宗の誹謗も続けたため、2月20日（3月25日）京都六条河原にて日経は耳と鼻を、他の弟子は鼻を削がれる酷刑に処された。また家康は京の法華宗二十一寺に対して、「念仏無間」を唱えないとする証文を2月29日に京都所司代へ提出させた。

## 関係者
- 浄土宗
  - 英長寺・廓山
  - 増上寺・存応
  - 光明寺・洞雲
  - 幡随院・智誉
  - 勝願寺・円誉
  - 大蓮寺・了的

- 法華宗
- 妙満寺・日経、日秀、日寿、日顕、日玄、日尭

- 奉行
  - 本多上野介正純
  - 米津勘兵衛田政
  - 土屋権右衛門重成

- 判者
  - 高野山遍照光院・頼慶

- 執筆
  - 光厳寺・専想

- 聴衆
  - 大山寺・実雄
  - 地福寺・宥誉
  - 喜多院・運海
  - 中院・実尊
  - 浅草寺・良慶
  - 大中寺・良雄
  - 傑岑寺・宗関
  - 青松寺・麟昌
  - 吉祥寺・泉龍

- 武家
  - 松平忠輝
  - 蒲生秀行
  - 伊達政宗
  - 浅野幸長
  - 南部利直
  - 新庄直頼
  - 新庄直定
  - 本多正信
  - 大久保忠隣
  - 成瀬正成
  - 安藤直次
  - 土井利勝
  - 安藤重信
  - 大久保長安